# Bahnstrecke Mimmenhausen-Neufrach–Frickingen
| Streckennummer (DB): | 4332                    |                                              |                                              |
| Kursbuchstrecke (DB): | 304k (1946) 305c (1953) |                                              |                                              |
| Streckenlänge: | 8,23 km                 |                                              |                                              |
| Spurweite: | 1435 mm (Normalspur)    |                                              |                                              |
| Maximale Neigung: | 25 ‰                    |                                              |                                              |
| Minimaler Radius: | 250 m                   |                                              |                                              |
| |                         |                                              |                                              |
| \| \| \| von Stahringen \| \| \| \| 0,00 \| Salem (bis 31.05.1986 Mimmenhausen-Neufrach)[1] \| Salem (bis 31.05.1986 Mimmenhausen-Neufrach)[1] \| \| \| \| nach Friedrichshafen \| \| \| \| 1,20 \| \| \| \| \| 3,00 \| Salem Nord (bis 31.05.1986 Salem)[1] \| Salem Nord (bis 31.05.1986 Salem)[1] \| \| \| 4,30 \| Weildorf \| Weildorf \| \| \| 4,50 \| Mühlbach \| Mühlbach \| \| \| 6,30 \| \| \| \| \| 6,50 \| Leustetten-Heiligenberg \| Leustetten-Heiligenberg \| \| \| 8,23 \| Frickingen \| Frickingen \| |                         |                                              |                                              |
| Strecke |                         | von Stahringen                               | von Stahringen                               |
| Bahnhof | 0,00                    | Salem (bis 31.05.1986 Mimmenhausen-Neufrach) | Salem (bis 31.05.1986 Mimmenhausen-Neufrach) |
| Abzweig ehemals geradeaus und nach rechts |                         | nach Friedrichshafen                         | nach Friedrichshafen                         |
| Brücke (Strecke außer Betrieb) | 1,20                    |                                              |                                              |
| Bahnhof (Strecke außer Betrieb) | 3,00                    | Salem Nord (bis 31.05.1986 Salem)            | Salem Nord (bis 31.05.1986 Salem)            |
| Bahnhof (Strecke außer Betrieb) | 4,30                    | Weildorf                                     | Weildorf                                     |
| Brücke über Wasserlauf (Strecke außer Betrieb) | 4,50                    | Mühlbach                                     | Mühlbach                                     |
| Brücke über Wasserlauf (Strecke außer Betrieb) | 6,30                    |                                              |                                              |
| Bahnhof (Strecke außer Betrieb) | 6,50                    | Leustetten-Heiligenberg                      | Leustetten-Heiligenberg                      |
| Kopfbahnhof Streckenende (Strecke außer Betrieb) | 8,23                    | Frickingen                                   | Frickingen                                   |

Die Bahnstrecke Mimmenhausen-Neufrach–Frickingen war eine Nebenbahn in Baden-Württemberg. Im Volksmund war sie auch als Salemertal-Bahn bekannt.

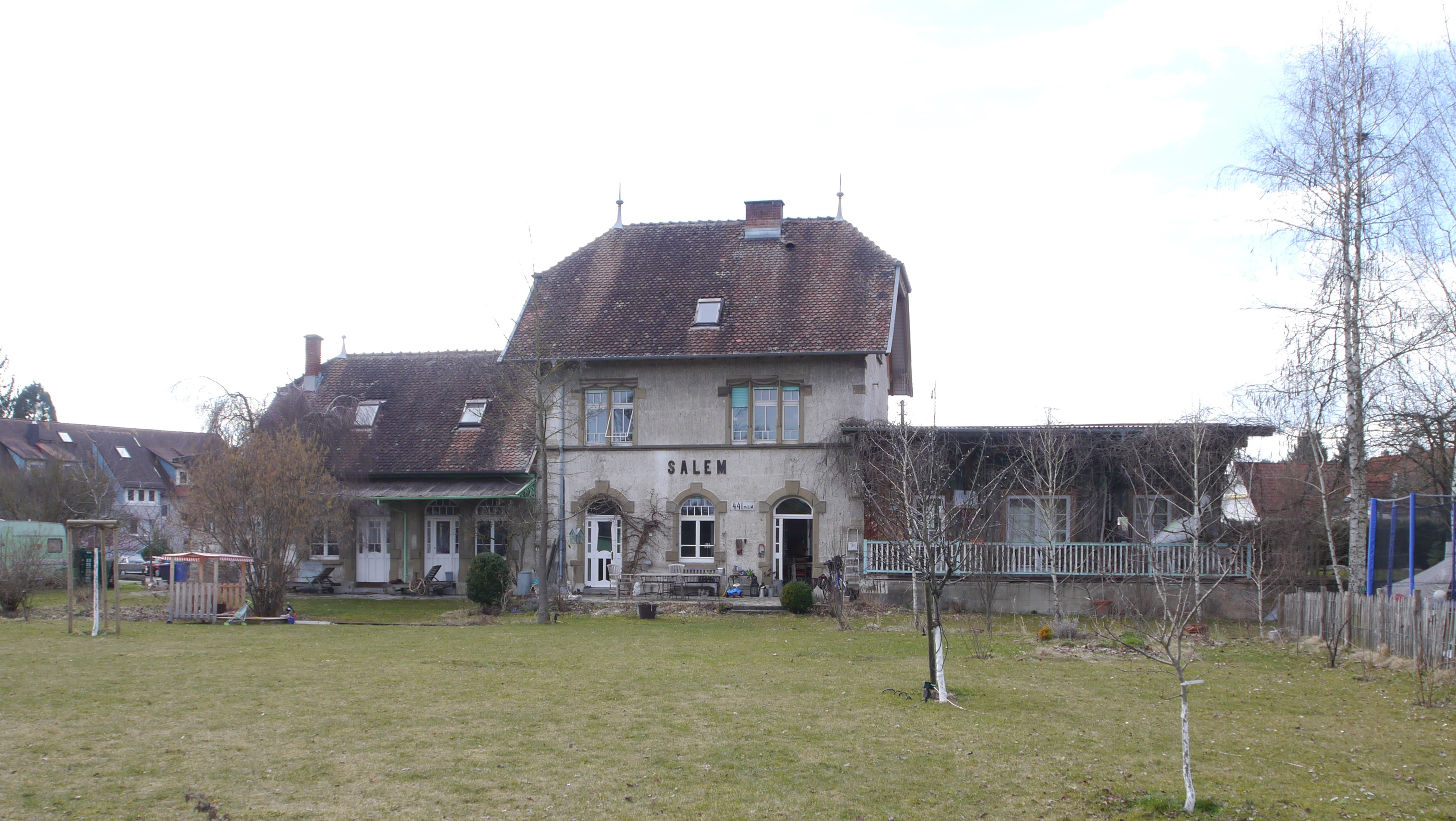
Ehemaliger Bahnhof „Salem Nord“ in Stefansfeld

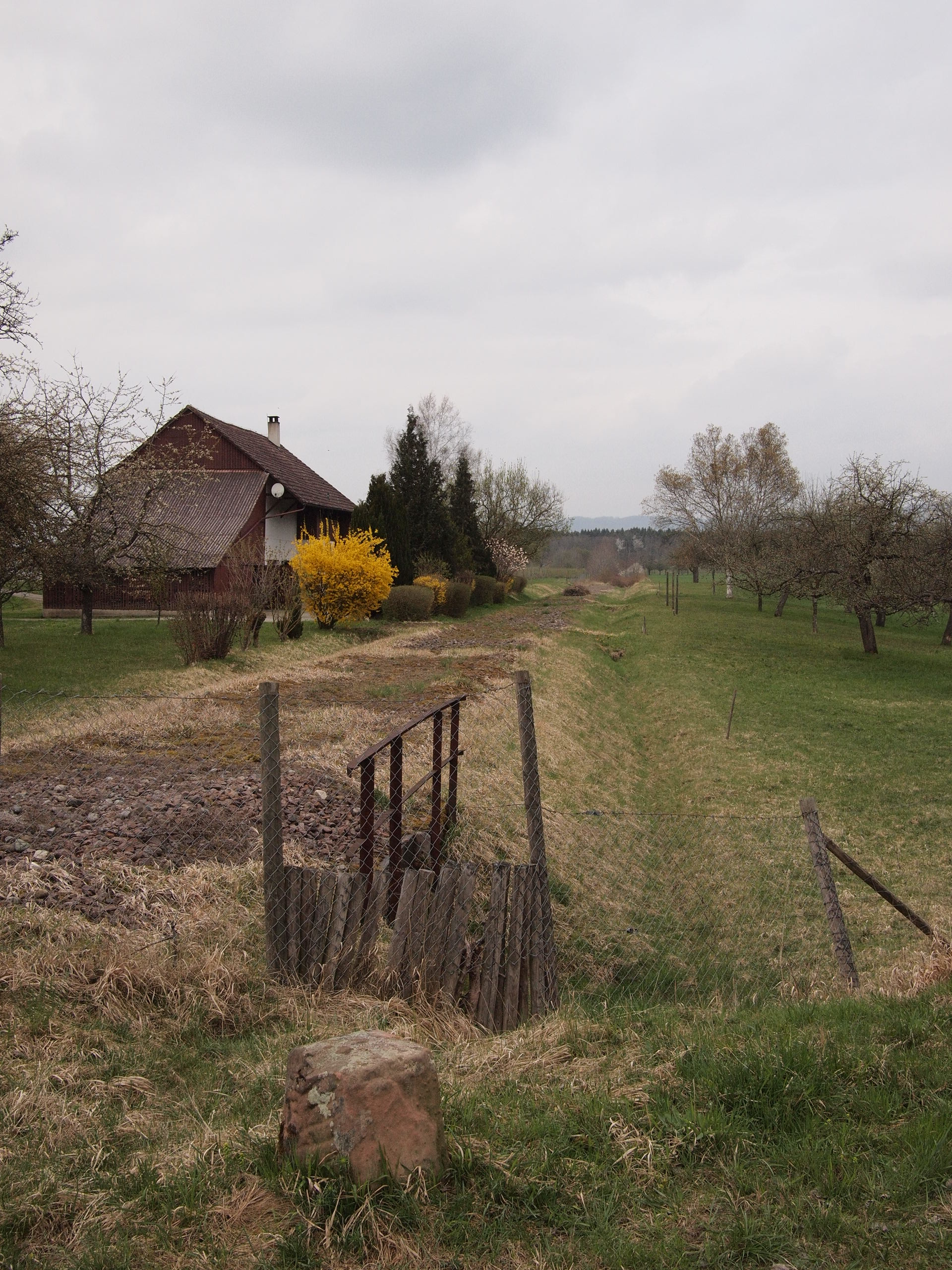
Bahntrasse bei Salem

Bereits 1863 gab es erste Planungen, eine Strecke von Mimmenhausen über Frickingen und Stockach nach Engen zu errichten. Die ersten acht Kilometer dieser geplanten Strecke wurden am 30. November 1905 von den Großherzoglich Badischen Staatseisenbahnen in Betrieb genommen. Ein Weiterbau unterblieb.
Am 4. Oktober 1953 endete der reguläre Personenverkehr. 1965 besuchten die britische Königin Elisabeth II. und Philip, Duke of Edinburgh, anlässlich ihres zwölftägigen Staatsbesuchs in Deutschland auch Schloss Salem. Hierzu fuhr der königliche Sonderzug mit 16 Wagen von München aus über Isny, Leutkirch, Aulendorf und Friedrichshafen nach Salem. Ob alle 16 Wagen die Stichstrecke bis Salem befuhren, ist nicht überliefert. Vermutlich verblieben einige Wagen in Mimmenhausen-Neufrach zurück, und nur die Salonwagen erreichten Salem. 
1969 war erstmals eine Streckenstilllegung im Gespräch, die aber erst am 15. März 1990 erfolgte. Zum Einsatz kamen zuletzt Diesellokomotiven der Baureihe 365. Im letzten Betriebsjahr war nur noch der Abschnitt Salem–Salem Nord in Betrieb. 43 Güterwagen, vor allem im Zuckerrübenverkehr, waren in diesem Jahr auf der Strecke befördert worden. Der Abschnitt Salem–Frickingen war bereits am 22. Mai 1971 stillgelegt worden.
Die Strecke ist komplett abgebaut. Auf dem ehemaligen Bahnhofsgelände von Frickingen stehen einige Donnerbüchsen als Ferienunterkünfte.